# Nashville International Airport

i7
i11
i13
Der Nashville International Airport (IATA: BNA, ICAO: KBNA) ist ein internationaler Flughafen in Nashville, der Hauptstadt des US-Bundesstaates Tennessee.
Mit 21.899.979 Passagieren im Geschäftsjahr 2022/23 ist er der größte Flughafen des Bundesstaates vor dem Flughafen Memphis.
Ein Teil des Flughafengeländes wird von der Tennessee Air National Guard militärisch genutzt und als Berry Field National Guard Base bezeichnet.

## Lage und Verkehrsanbindung
Der Nashville International Airport befindet sich zehn Kilometer südöstlich des Stadtzentrums von Nashville. Das Passagierterminal liegt westlich der Tennessee State Route 255 und südlich der Interstate 40. Westlich des Flughafens verläuft die Tennessee State Route 155. Außerdem verlaufen der U.S. Highway 41, der U.S. Highway 70S und die Tennessee State Route 1 auf einer gemeinsamen Trasse südlich des Flughafens.
Der Nashville International Airport wird durch Busse in den Öffentlichen Personennahverkehr eingebunden, die Route 18 der Nahverkehrsgesellschaft WeGo Public Transit fährt ihn regelmäßig an.

## Geschichte
Der Flughafen wurde im Juni 1937 unter dem Namen Berry Field eröffnet. Während des Zweiten Weltkriegs wurde er von den United States Army Air Forces, der heutigen United States Air Force genutzt. 1946 wurde der Flughafen an die Stadt Nashville zurückgegeben und anschließend vom Nashville Department of Aviation betrieben.
Im Jahr 1961 wurde ein größeres Terminal im Westen des Flughafengeländes eröffnet, um die steigenden Passagierzahlen und den Flugverkehr abzuwickeln. Zwei Jahre später wurde die Start- und Landebahn 02L/20R erweitert, zudem begann der Bau der Querwindbahn 13/31. 1970 wurde die Metropolitan Nashville Airport Authority zum Betreiber des Flughafens. 1982 wurde ein neuer Kontrollturm mit einer Höhe von 58 Metern errichtet. In den 1980er Jahren begann Southwest Airlines, den Nashville International Airport anzufliegen, zu Beginn wurde ein umgebautes Luftfrachtterminal genutzt. 1987 wurde dann das heutige Terminalgebäude am Donelson Pike in Betrieb genommen, da American Airlines hier eines seiner Drehkreuze errichten wollte. Außerdem wurde der Flughafen ein Jahr später wegen seiner internationalen Verbindungen in seinen heutigen Namen Nashville International Airport umbenannt. Der alte Name taucht aber immer noch im IATA-Code auf, denn BNA steht für Berry Field NAshville. 1989 wurde die Start- und Landebahn 02R/20L eröffnet. 1994 wurde die Start- und Landebahn 02C/20C verlegt und verlängert, zudem wurde ein Gebäude für internationale Ankünfte fertiggestellt. In den 1990er Jahren gab American Airlines das Drehkreuz in Nashville wieder auf.
2018 erfolgte der erste Spatenstich für einen neuen Concourse D, der  Abriss des alten Concourse D begann 2019. Im Juli 2020 wurde nach zwei Jahren Bauzeit ein neuer Concourse D mit sechs Flugsteigen eröffnet. Seit August 2020 bietet der Flughafen den Reisenden als Alternative zur Abfertigung mittels Ausweisdokumenten eine biometrische Technologie namens CLEAR an. Diese verwendet die Augen und Fingerabdrücke, um die Identität einer Person zu verifizieren. Damit erhalten die Reisenden einen schnelleren Weg durch die Flughafensicherheit. Im August 2023 kündigte Southwest Airlines an, am Nashville International Airport eine Crewbasis einrichten zu wollen. In den letzten Jahren plante der Flughafen, die Start- und Landebahn 02L/20R zu erweitern, jedoch wurden die Pläne von der FAA abgelehnt.

## Flughafenanlagen
Der Nashville International Airport erstreckt sich über 1821 Hektar.

### Start- und Landebahnen
Der Nashville International Airport verfügt über vier Start- und Landebahnen, von denen drei parallel verlaufen. Die westliche Start- und Landebahn mit der Kennung 02L/20R ist 2348 Meter lang und 46 Meter breit. Die mittlere Bahn trägt die Kennung 02C/20C, ist 2438 Meter lang und 46 Meter breit. Die östliche Start- und Landebahn trägt die Kennung 02R/20L, ist 2438 Meter lang und 46 Meter breit. Die Querwindbahn trägt die Kennung 13/31, ist 3362 Meter lang und ebenfalls 46 Meter breit. Alle Start- und Landebahnen haben einen Belag aus Beton.

### Passagierterminal
Der Nashville International Airport verfügt über ein Passagierterminal mit vier Concourses. Diese tragen die Bezeichnungen A bis D.

### Andere Einrichtungen
Im Südosten des Flughafengeländes befindet sich die Berry Field National Guard Base der Tennessee Air National Guard. Es werden vor allem Sikorsky UH-60 und Airbus Helicopters UH-72 betrieben.

## Fluggesellschaften und Ziele
Der Nashville International Airport wird von 18 Fluggesellschaften genutzt.
Es werden 89 Ziele in den Vereinigten Staaten angeflogen. Die meisten Verbindungen bietet Southwest Airlines an. Daneben werden internationale Flüge zu sieben Zielen in Kanada, Mexiko und in das Vereinigte Königreich durchgeführt. Das einzige Ziel in Europa ist dabei London Heathrow.

## Verkehrszahlen
| Geschäfts- jahr | Fluggastaufkommen | Luftfracht (Tonnen) (mit Luftpost) | Flugbewegungen |
| --------------- | ----------------- | ---------------------------------- | -------------- |
| 2022/23         | 21.899.979        | 54.349                             | 244.622        |
| 2021/22         | 18.447.996        | 47.165                             | 262.783        |
| 2020/21         | 10.279.006        | 47.139                             | 180.653        |
| 2019/20         | 13.748.020        | 44.223                             | 198.722        |
| 2018/19         | 17.171.821        | 49.267                             | 225.812        |
| 2017/18         | 14.918.144        | 46.663                             | 210.357        |
| 2016/17         | 13.566.537        | 43.091                             | 202.084        |
| 2015/16         | 12.297.353        | 41.207                             | 188.754        |
| 2014/15         | 11.199.618        | 36.736                             | 178.732        |
| 2013/14         | 10.626.399        | 42.743                             | 175.352        |
| 2012/13         | 10.064.886        | 41.624                             | 172.761        |
| 2011/12         | 9.761.875         | 38.872                             | 176.060        |
| 2010/11         | 9.430.724         | 39.875                             | 174.598        |
| 2009/10         | 8.961.164         | 42.041                             | 174.168        |
| 2008/09         | 8.913.741         | 59.540                             | 178.731        |
| 2007/08         | 9.772.467         | 71.513                             | 203.890        |
| 2006/07         | 9.881.745         | 67.968                             | 217.561        |
| 2005/06         | 9.476.729         | 66.979                             | 216.431        |
| 2004/05         | 8.877.481         | 67.986                             | 236.452        |
| 2003/04         | 8.336.168         | -                                  | 233.745        |
| 2002/03         | 7.989.206         | -                                  | 22.959         |

1. ↑  Die Geschäftsjahre enden jeweils am 30. Juni.

### Verkehrsreichste Strecken
| Rang | Stadt                               | Passagiere | Fluggesellschaft                      |
| ---- | ----------------------------------- | ---------- | ------------------------------------- |
| 01   | Atlanta, Georgia                    | 529.420    | Delta, Southwest                      |
| 02   | Denver, Colorado                    | 407.320    | Frontier, Southwest, United           |
| 03   | New York–LaGuardia, New York        | 377.740    | American, Delta, jetBlue, Southwest   |
| 04   | Chicago–O’Hare, Illinois            | 369.840    | American, Southwest, United           |
| 05   | Charlotte, North Carolina           | 365.970    | American, Southwest                   |
| 06   | Dallas/Fort Worth, Texas            | 358.380    | American                              |
| 07   | Orlando, Florida                    | 334.630    | Frontier, Southwest, Spirit           |
| 08   | Los Angeles, Kalifornien            | 275.990    | American, Delta, Southwest, Spirit    |
| 09   | Philadelphia, Pennsylvania          | 245.800    | American, Frontier, Southwest, Spirit |
| 10   | Washington–Reagan, Washington, D.C. | 240.640    | American, Southwest                   |

## Zwischenfälle
- Am 28. Juli 1943 geriet eine Douglas DC-3-178 der US-amerikanischen American Airlines (Luftfahrzeugkennzeichen NC16014) in der Nähe eines schweren Gewitters vermutlich in ungewöhnlich starke Turbulenzen, wobei die Piloten die Kontrolle verloren und die Maschine bei Trammel (Kentucky) mit Bäumen kollidierte und auf ein Feld stürzte. Die Unfallstelle befand sich 79 Kilometer nordnordöstlich des Flughafens Nashville dem Ziel dieses Fluges. Von den 22 Insassen kamen 20 ums Leben, alle vier Besatzungsmitglieder und 16 Passagiere.[23]

- Am 28. September 1963 landete eine Douglas DC-7B der US-amerikanischen Eastern Air Lines (N843D) bei Nebel und Regen auf dem Nashville Metropolitan Airport. Durch Übersteuerung des Umkehrschubs brach das Bugfahrwerk zusammen. Das Flugzeug wurde irreparabel beschädigt. Alle 45 Insassen, fünf Besatzungsmitglieder und 40 Passagiere, überlebten den Unfall.[24]